# 額爾古納昆
額爾古納昆，是突厥和蒙古族起源神話中的發源地。

## 蒙古版本
拉施德丁的史集説到，蒙古族祖先曾與突厥鄰部衝突，被殺剩兩男兩女，然後退入額爾古納昆山谷，繁衍出蒙古族。
這是在蒙古神話中共同的史詩。

## 突厥版本
一些土耳其研究人員聲稱神話的突厥起源，援引藍突厥阿史那氏起源和額爾古納昆史詩的關係。率先作出比較是德經和洪鈞，然而，這種關係是有爭議的。突厥神話中，額爾古納昆是一個傳說中的山谷，突厥人在山谷中避難四百年，直至一個叫阿史那的首领帶领他們走出山谷。突厥汗國成立後每年新年也有儀式紀念祖先逃出山谷。

## 在土耳其文學
在奧斯曼帝國後期時代，額爾古納昆史詩在土耳其文學經常使用，描述突厥人出身的地方位於的阿爾泰山脈人跡罕至的山谷。

## 批評
两個神話之間有一些相似之處，可能是游牧民族互相影響的结果。